# Michael Connarty

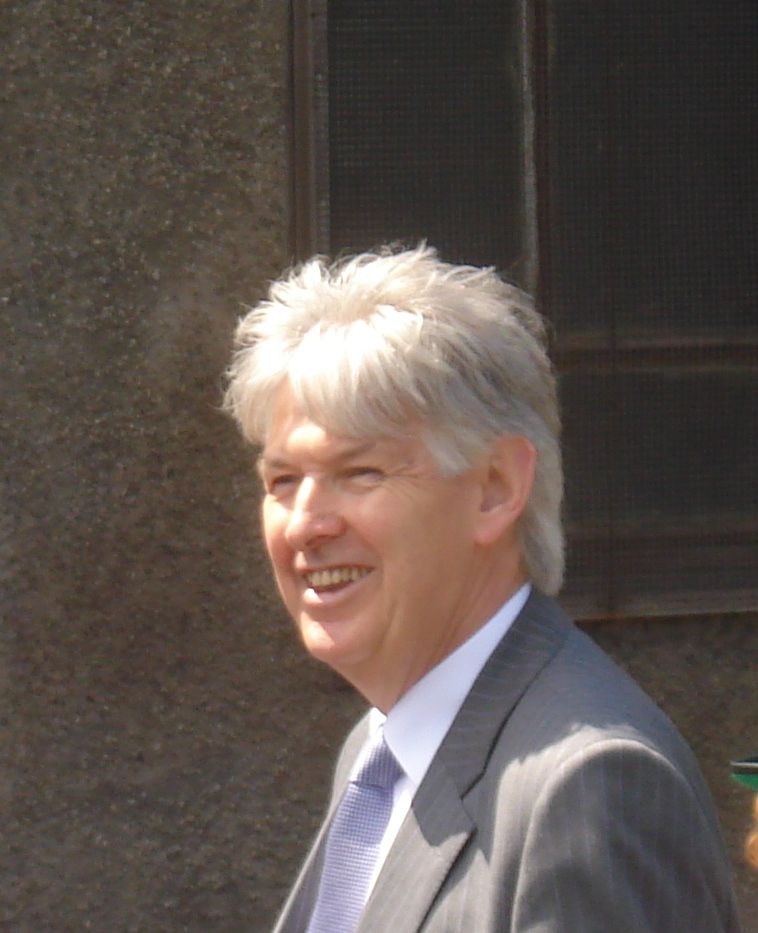
Michael Connarty, 2009

Michael Connarty (* 3. September 1947 in Coatbridge in Schottland) ist ein schottischer Politiker.

## Leben
Connarty wurde 1947 in Coatbridge geboren. Er besuchte die Universität Stirling, die er 1972 mit einem Bachelorabschluss in Wirtschaftslehre verließ. Er wechselte dann an das pädagogische Jordanhill College und erwarb 1975 ein Diplom für den höheren Bildungsbereich. Bis zu seiner Wahl in das britische Unterhaus war er als Lehrer für Wirtschaft tätig. Connarty ist verheiratet, zweifacher Vater und dreifacher Großvater.

## Politischer Werdegang
Erstmals trat Connarty zu den Unterhauswahlen 1983 zu Wahlen auf nationaler Ebene an. Er bewarb sich für die Labour Party um das Mandat des Wahlkreises Stirling, unterlag jedoch dem Konservativen Michael Forsyth. Trotz Stimmgewinnen verpasste er bei den Unterhauswahlen 1987 den Einzug in das House of Commons ein weiteres Mal gegen Forsyth.
Zu den Unterhauswahlen 1992 kandidierte Connarty im Falkirk East. Damit beerbte er seinen Parteikollegen Harry Ewing, der zu diesen Wahlen nicht mehr antrat. Trotz Stimmverlusten im Vergleich zu Ewing vorigem Ergebnis, hielt Connarty das Mandat für die Labour Party und zog erstmals in das britische Unterhaus ein.
Bei den folgenden Wahlen 1997 baute er seinen Stimmenanteil auf 56,1 % aus und hielt damit sein Mandat ungefährdet. Im Anschluss an die Wahlen nahm Connarty die Position eines Parliamentary Private Secretary unter dem Juniorminister für Tourismus und Film, Thomas Clarke, ein und hielt sie bis 1998. Bei den Wahlen 2001 verteidigte Connarty sein Mandat für Falkirk East, bevor der Wahlkreis zum Ende der Wahlperiode aufgelöst wurde.
Zu den Unterhauswahlen 2005 kandidierte Connarty im neugeschaffenen Wahlkreis Linlithgow and East Falkirk, in dem Teile seines ehemaligen Wahlkreises aufgegangen waren. Er erhielt 47,7 % der Stimmen und behielt damit einen Sitz im Parlament. Nachdem Connarty bei den Wahlen 2010 sein Mandat für Linlithgow and East Falkirk verteidigen konnte, schied er nach massiven Stimmgewinnen der SNP bei den Unterhauswahlen 2015 aus dem House of Commons aus. Das Mandat ging an den SNP-Kandidaten Martyn Day.